# Atlas Polskich Strojów Ludowych

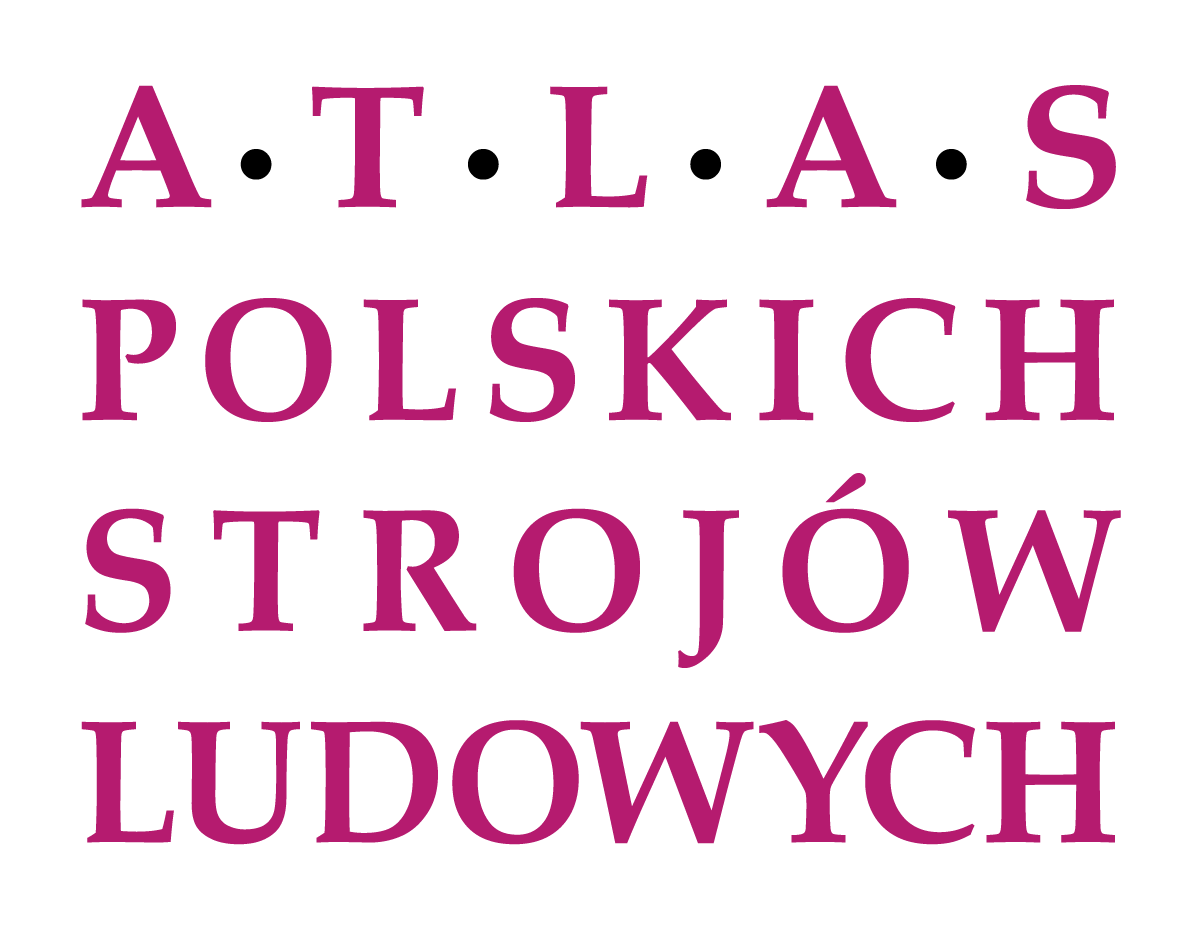
Logo serii wydawniczej

Atlas Polskich Strojów Ludowych – seria wydawnicza Polskiego Towarzystwa Ludoznawczego, ukazująca się od 1949 roku. W ramach serii publikowane są zeszyty, które stanowią szczegółowe opracowanie strojów ludowych z poszczególnych regionów Polski. Jak dotąd wydanych zostało 49 zeszytów.

## Początki
Początek serii datuje się na rok 1949, kiedy z inicjatywy Józefa Gajka wyszedł pierwszy zeszyt Atlasu Polskich Strojów Ludowych. Był to Strój Górali Szczawnickich autorstwa Romana Reinfussa.

## Cele
Celem utworzenia Atlasu było zestawienie powtarzających się typów ubioru oraz wyznaczenie czasu i miejsca ich występowania. Wszystkie zeszyty Atlasu zostały pogrupowane według następujących regionów:
- Pomorze
- Wielkopolska
- Śląsk
- Mazowsze i Sieradzkie
- Małopolska.

Każdy ze strojów miał zostać wyodrębniony ze względu na swoje cechy charakterystyczne, które pozwalały na oddzielenie go od strojów z obszarów sąsiednich. Celem wydania był opis strojów zarówno odświętnych i obrzędowych, a także ubioru codziennego stosowanego przy pracach domowych i polowych. Zadaniem autorów było też uwzględnienie zróżnicowania stroju w zależności od wieku, stanu majątkowego użytkownika czy pór roku. W czasie, gdy ukazywały się kolejne zeszyty Atlasu, organizowano konferencje podczas których analizowano dotychczasowe wydania. Dążeniem zespołu wydawniczego było także opracowanie szczegółowej instrukcji dla przyszłych autorów monografii. Ostateczną jej wersję stworzył Józef Gajek wraz z pomocą Romana Reinfussa w 1952 roku. Jeszcze w tym samym roku została ona wydrukowana w czasopiśmie „Lud” pod tytułem Metodyka monograficznego opracowywania strojów ludowych. W uwagach wstępnych do instrukcji Gajek wskazał błędy widoczne w wydanych dotąd zeszytach. Jak pisał, dotyczyły one niewłaściwego powiązania opracowywanej grupy etnograficznej z wyłącznie jednym typem stroju.

## Układ wewnętrzny poszczególnych zeszytów
Według zaleceń Józefa Gajka każdy zeszyt Atlasu Polskich Strojów Ludowych miał mieć następujący schemat:
1. Wstęp
2. Rozdział I. Obecny stan stroju ludowego na badanym obszarze
3. Rozdział II. Zarys historyczny rozwoju stroju ludowego
4. Rozdział III. Zasięg badanego stroju
5. Rozdział IV. Ogólny opis stroju męskiego
6. Rozdział V. Szczegółowy opis stroju męskiego
7. Rozdział VI. Ogólny opis stroju kobiecego
8. Rozdział VII. Szczegółowy opis stroju kobiecego
9. Rozdział VIII. Wytwórcy i materiały
10. Rozdział IX. Zdobiny; hafty, koronki, aplikacje, szamerunki itp.
11. Przypisy
12. Literatura

Treść każdego z rozdziałów została szczegółowo omówiona w instrukcji, aby uniknąć rozbieżności pomiędzy zawartością poszczególnych zeszytów i ułatwić pracę autorom monografii.

### Szczegółowa zawartość poszczególnych zeszytów
Rozdział I. Obecny stan stroju ludowego na badanym obszarze
- żywotność stroju oraz jego współczesna funkcja społeczna
- przyczyny zanikania bądź regeneracji stroju
- elementy stroju zachowane najdłużej
- aktualne przemiany stroju i wpływy innych strojów (miejskich, drobnomieszczańskich, fabrycznych i in.)

Rozdział II. Zarys historyczny rozwoju stroju ludowego
- zakres czasowy uwzględniony przez autora w danej monografii
- proces zmienności stroju– elementy przekształcane i elementy niezmienne
- wpływ rozwarstwienia wsi na przemiany w opisywanym stroju
- udokumentowane wpływy zewnętrzne
- społeczna funkcja stroju

Rozdział III. Zasięg badanego stroju
- zasięg poszczególnych elementów charakterystycznych dla danego stroju
- odwołania do danych historycznych
- pochodzenie materiału rzeczowego
- stroje sąsiadujące z omawianym ubiorem
- kartograficzne ujęcie zebranych materiałów – zasięg współczesny i dawniejszy

Rozdział IV. Ogólny opis stroju męskiego
- ogólny opis stroju codziennego, odświętnego i obrzędowego
- ogólny opis stroju z podziałem na ubiór letni i zimowy
- ogólny opis stroju i jego zróżnicowania ze względu na wiek, status i rolę społeczną
- materiał rysunkowy i fotograficzny
- wszystkie elementy stroju i ich krótka charakterystyka

Rozdział V. Szczegółowy opis stroju męskiego
- szczegółowy opis i analiza poszczególnych części stroju męskiego:
  - nakrycie głowy
  - bielizna
  - spodnie
  - kamizele, bluzy
  - sukmany, płaszcze
  - kożuchy
  - pasy
  - obuwie
  - onuce, skarpety
- uzupełnienie stroju o elementy takie jak rękawice, laski, torby
- analiza pod względem jakości i koloru materiału, kroju i zdobień
- nazwy gwarowe poszczególnych części stroju

Rozdział VI. Ogólny opis stroju kobiecego
- analogicznie do rozdziału IV

Rozdział VII. Szczegółowy opis stroju kobiecego
- szczegółowy opis i analiza poszczególnych części stroju kobiecego:
  - nakrycie głowy i uczesanie
  - bielizna
  - spódnica, zapaska
  - gorset
  - bluzy, kabaty
  - zapaska naramienna
  - suknie
  - sukmany, płaszcze, kożuchy
  - obuwie i pończochy
- uzupełnienie stroju o elementy takie jak rękawice i biżuteria

Rozdział VIII. Wytwórcy i materiały
- dawni i współcześni krawcowi
- techniki krawieckie i narzędzia krawieckie

Rozdział IX. Zdobiny: hafty, koronki, aplikacje, szamerunki itp.
- materiały hafciarskie i techniki oraz narzędzia pracy
- ornamenty i kompozycje

Materiały, na podstawie których powstawały kolejne zeszyty, pochodziły w dużej mierze z badań terenowych autorów, a także innych pracowników naukowych i studentów. Pozwalały one na weryfikację i uaktualnienie źródeł już istniejących oraz poszerzenie dotychczasowej wiedzy na temat stroju ludowego w Polsce.

## Stan obecny

### Wydane zeszyty
Spis poszczególnych zeszytów Atlasu Polskich Strojów Ludowych, wydanych w kolejności chronologicznej:
| Lp. | Tytuł                                                                       | Autor/Autorzy                                                                       | Miejsce i rok wydania |
| --- | --------------------------------------------------------------------------- | ----------------------------------------------------------------------------------- | --------------------- |
| 1.  | Strój Górali Szczawnickich                                                  | Roman Reinfuss                                                                      | Lublin 1949           |
| 2.  | Strój dolnośląski (Pogórze)                                                 | Tadeusz Seweryn                                                                     | Lublin 1950           |
| 3.  | Strój rzeszowski                                                            | Franciszek Kotula                                                                   | Lublin 1951           |
| 4.  | Strój szamotulski                                                           | Adam Glapa                                                                          | Lublin 1951           |
| 5.  | Strój krzczonowski                                                          | Janusz Świeży                                                                       | Poznań 1952           |
| 6.  | Strój kurpiowski Puszczy Białej                                             | Maria Żywirska                                                                      | Poznań 1952           |
| 7.  | Strój łowicki                                                               | Jadwiga Świątkowska                                                                 | Poznań 1953           |
| 8.  | Strój dzierżacki                                                            | Adam Glapa                                                                          | Poznań 1953           |
| 9.  | Strój kujawski                                                              | Halina Mikułowska                                                                   | Poznań 1953           |
| 10. | Strój spiski                                                                | Edyta Starek                                                                        | Poznań 1954           |
| 11. | Strój piotrkowski                                                           | Jan Piotr Dekowski                                                                  | Wrocław 1954          |
| 12. | Strój pszczyński                                                            | Stanisław Bronicz                                                                   | Wrocław 1954          |
| 13. | Strój pyrzycki                                                              | Agnieszka Dobrowolska                                                               | Wrocław 1955          |
| 14. | Strój łańcucki                                                              | Franciszek Kotula                                                                   | Wrocław 1955          |
| 15. | Strój opoczyński                                                            | Janina Krajewska                                                                    | Wrocław 1956          |
| 16. | Strój międzyrzecko-babimojski (lubuski)                                     | Adam Glapa                                                                          | Wrocław 1956          |
| 17. | Strój Górali Śląskich                                                       | Longin Malicki                                                                      | Poznań 1956           |
| 18. | Strój Zagórzan                                                              | Sebastian Flizak                                                                    | Wrocław 1956          |
| 19. | Strój sandomierski                                                          | Janusz Kamocki                                                                      | Wrocław 1957          |
| 20. | Strój biłgorajsko-tarnogrodzki                                              | Barbara Kaznowska-Jarecka                                                           | Wrocław 1958          |
| 21. | Strój podlaski (nadbużański)                                                | Janusz Świeży                                                                       | Wrocław 1958          |
| 22. | Strój kaszubski                                                             | Bożena Stelmachowska                                                                | Wrocław 1959          |
| 23. | Strój sieradzki                                                             | Jan Piotr Dekowski                                                                  | Wrocław 1959          |
| 24. | Strój warmiński                                                             | Alfons Franciszek Klonowski                                                         | Wrocław 1960          |
| 25. | Strój Krakowiaków Wschodnich                                                | Tadeusz Seweryn                                                                     | Wrocław 1960          |
| 26. | Strój kurpiowski Puszczy Zielonej                                           | Adam Chętnik                                                                        | Wrocław 1961          |
| 27. | Strój świętokrzyski                                                         | Janusz i Maria Kamoccy                                                              | Wrocław 1961          |
| 28. | Strój orawski                                                               | Edyta Starek                                                                        | Wrocław 1966          |
| 29. | Strój Lachów Śląskich                                                       | Gustaw Fierla                                                                       | Wrocław 1969          |
| 30. | Strój kołbielski                                                            | Władysława Kolago                                                                   | Wrocław 1970          |
| 31. | Strój kielecki                                                              | Aleksandra Jacher-Tyszkowa                                                          | Wrocław 1977          |
| 32. | Strój Lachów Limanowskich                                                   | Jan Wielek                                                                          | Warszawa 1988         |
| 33. | Strój Górali Łąckich                                                        | Jan Wielek                                                                          | Wrocław 1999          |
| 34. | Strój wilamowicki                                                           | Barbara Bazielich                                                                   | Wrocław 2001          |
| 35. | Strój rozbarski                                                             | Barbara Bazielich                                                                   | Wrocław 2002          |
| 36. | Strój cieszyński                                                            | Barbara Bazielich                                                                   | Wrocław 2006          |
| 37. | Strój Lachów Szczyrzyckich                                                  | Zdzisław Szewczyk                                                                   | Kraków 2007           |
| 38. | Strój opolski                                                               | Barbara Bazielich                                                                   | Wrocław 2008          |
| 39. | Stroje ludowe jako fenomen kulturowy                                        | Anna Weronika Brzezińska, Mariola Tymochowicz (red.)                                | Wrocław 2013          |
| 40. | Strój zamojski                                                              | Elżbieta Piskorz-Branekova                                                          | Wrocław 2013          |
| 41. | Strój kościański                                                            | Joanna Minksztym, Rafał Rosolski                                                    | Wrocław 2014          |
| 42. | Strój łowicki                                                               | Magdalena Bartosiewicz                                                              | Wrocław 2014          |
| 43. | Strój łęczycki                                                              | Alicja Woźniak                                                                      | Wrocław 2014          |
| 44. | Klocki, snutki, perebory. Tradycyjne rękodzieło wobec wyzwań współczesności | Anna Weronika Brzezińska, Aleksandra Paprot, Mariola Tymochowicz                    | Wrocław 2015          |
| 45. | Strój wilanowski z nadwiślańskiego Urzecza                                  | Elżbieta Piskorz-Branekova, Łukasz Maurycy Stanaszek                                | Wrocław 2015          |
| 46. | Strój podhalański                                                           | Stanisława Trebunia-Staszel, Agnieszka i Mateusz Etynkowscy, Katarzyna Fiedler      | Wrocław 2015          |
| 47. | Strój bamberski                                                             | Joanna Minksztym                                                                    | Wrocław 2015          |
| 48. | Współczesna problematyka badań nad strojami ludowymi                        | Anna Weronika Brzezińska, Aleksandra Paprot-Wielopolska, Mariola Tymochowicz (red.) | Wrocław 2018          |
| 49. | (Re)konstruowane stroje ludowe jako znak manifestowania tożsamości lokalnej | Anna Weronika Brzezińska, Aleksandra Paprot-Wielopolska, Mariola Tymochowicz (red.) | Wrocław 2020          |

Instrukcja wydawnicza została zaktualizowana w 2009 roku, lecz w dalszym ciągu bazuje na zaleceniach Józefa Gajka. Układ wewnętrzny poszczególnych zeszytów nieco zmodyfikowano – odwrócona została kolejność I i II rozdziału, by w pierwszej kolejności czytelnik mógł zaznajomić się z historią rozwoju danego stroju, a dopiero później poznać jego stan obecny. Drugą zmianą było wydzielenie osobnego rozdziału o tkaninach stosowanych przy wyrobie określonego stroju (rozdział IX), w którym powinny znaleźć się informacje o wszystkich używanych tkaninach, łącznie z opisem przemian jakie zachodziły na tym polu. W schemacie zamieszczono też dodatkowy rozdział – Rekonstrukcje (rozdział XI). Jest on poświęcony nie tylko dokonanym już rekonstrukcjom, ale także wskazówkom, co do dalszych działań w tym kierunku. Znaleźć tu można przykładowe zestawienia poszczególnych elementów stroju oraz sugerowane kompozycje kolorystyczne.
Obecnie, oprócz wydań nowych zeszytów, ukazują się zeszyty specjalne oraz cyfryzowane są archiwalne zeszyty. W roku 2013 podpisano umowę z Polskim Instytutem Antropologii, dzięki której archiwalne numery APSL (po uzyskaniu zgód autorów lub ich spadkobierców) są umieszczane w bibliotece cyfrowej.
W latach 2013–2015 Redakcja realizowała projekt badawczy ATLAS POLSKICH STROJÓW LUDOWYCH: kontynuacja prac wydawniczych, przeprowadzenie badań terenowych i kwerend źródłowych oraz cyfryzacja materiałów źródłowych i udostępnienie ich w Internecie realizowany w ramach Narodowego Programu Rozwoju Humanistyki.

### Redakcja
Od 2011 roku redakcja Atlasu Polskich Strojów Ludowych mieści się w Poznaniu. W jej skład wchodzą następujące osoby:
- redaktorka naczelna – dr hab. Anna Weronika Brzezińska, prof. UAM
- zastępca redaktorki naczelnej – dr Mariola Tymochowicz
- sekretarka redakcji – dr Aleksandra Paprot-Wielopolska
- członkini redakcji – mgr Alicja Mironiuk-Nikolska
- członkini redakcji – dr Justyna Słomska-Nowak

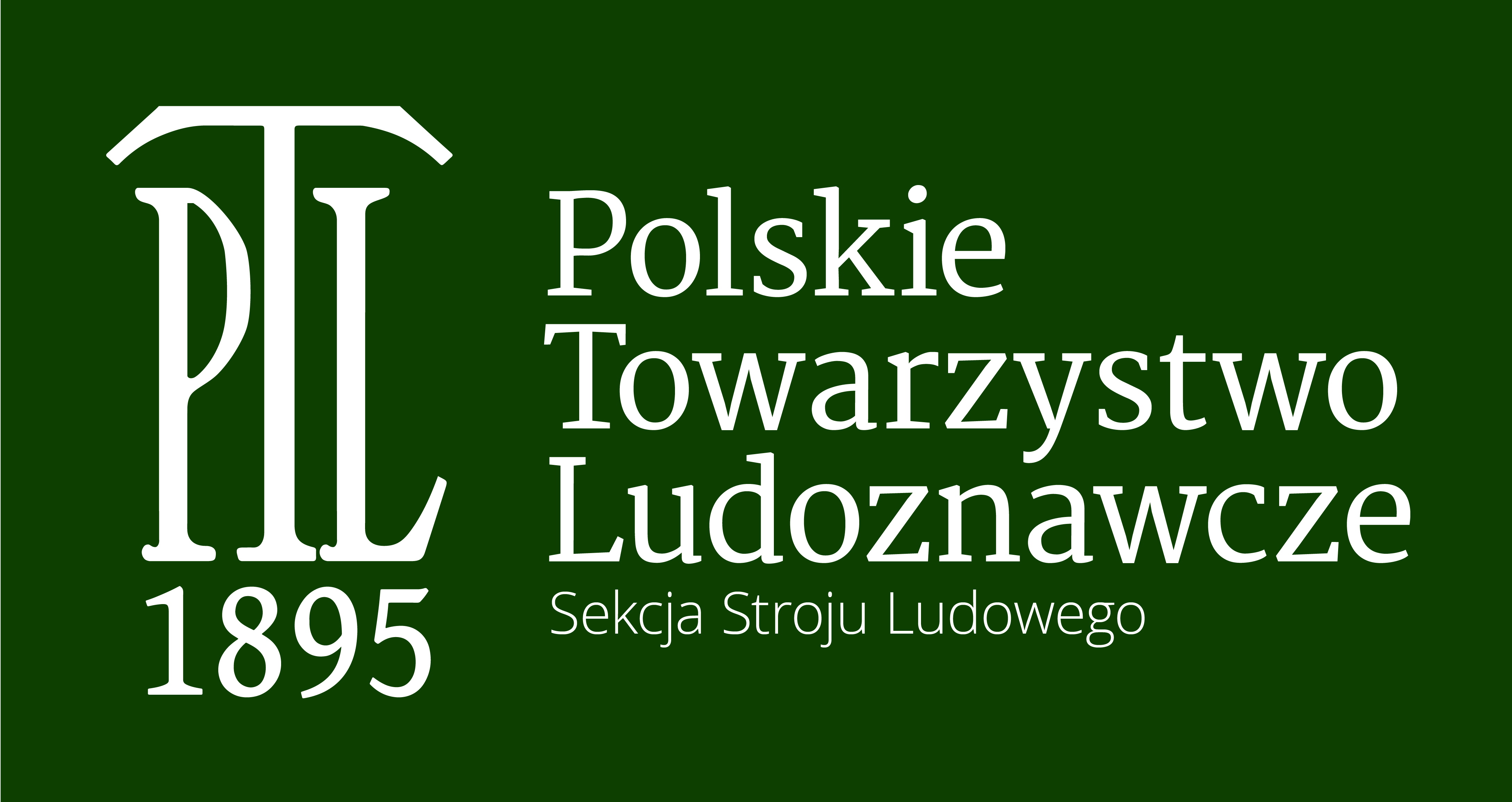
Logo Sekcji Stroju Ludowego

### Sekcja Stroju Ludowego
W roku 2012 powstała Sekcja Stroju Ludowego, powołana uchwałą Zarządu Głównego PTL.
Skład Zarządu Sekcji:
- przewodnicząca – dr Mariola Tymochowicz
- zastępca przewodniczącej – dr hab. Anna Weronika Brzezińska, prof. UAM
- sekretarz – dr Aleksandra Paprot-Wielopolska